# T-коннектор

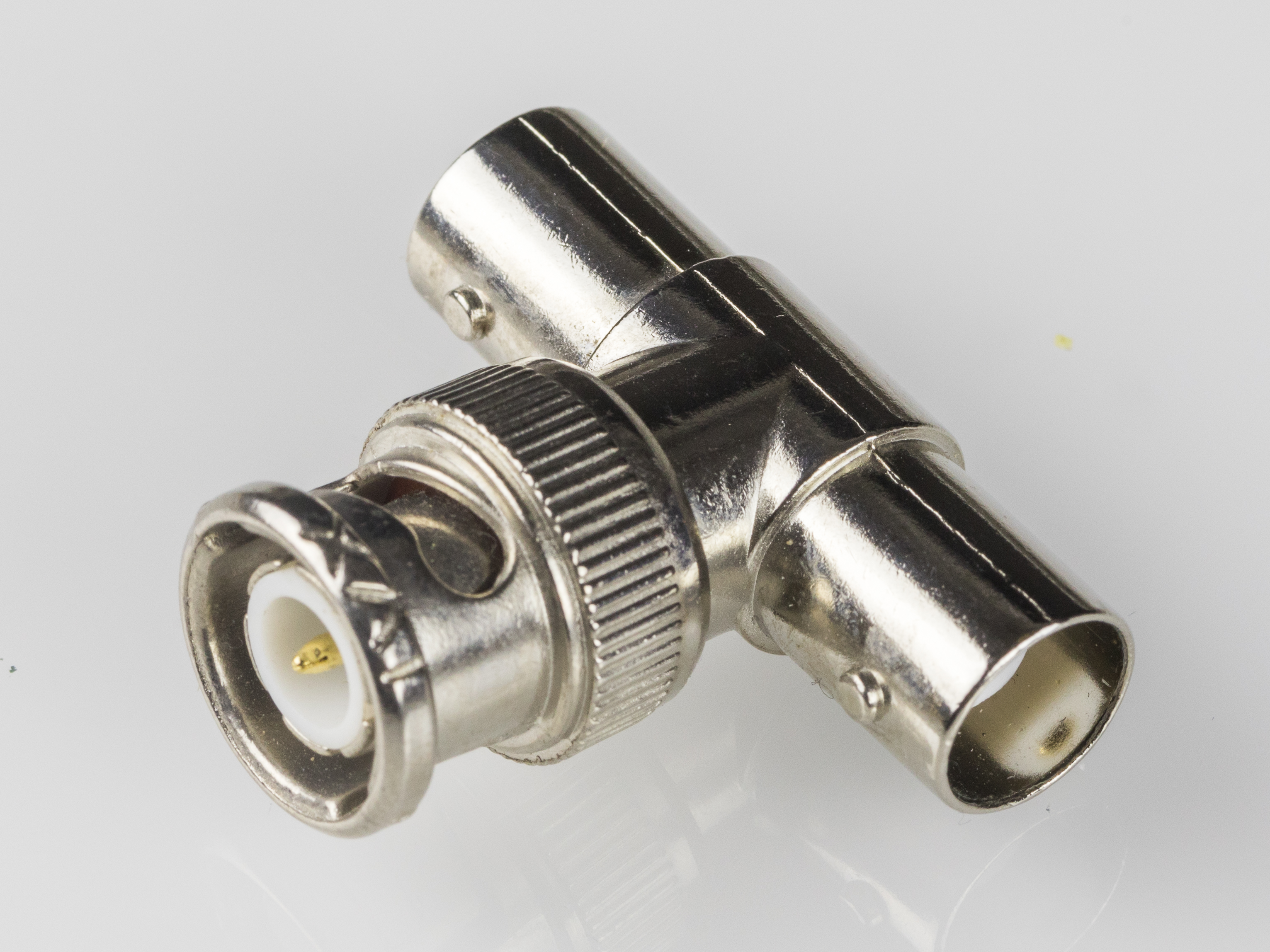
Т-коннектор формата BNC.

Тройни́к — один из типов разъёмов, предназначенный для соединения трёх кабелей (или двух кабелей с приборным разъёмом). Наибольшее распространение получили тройники для соединения с соосными радиочастотными разъёмами (в форматах BNC, его советском варианте СР-50 и СР-75, а также SMA, SMB и SSMB, SMC, TNC, LEMO и т. п.). Название связано с типичной формой разъёма в виде буквы Т. Иногда используется для соединения двух кабелей (в качестве I-соединителя), при этом третий разъём тройника остаётся свободным или к нему подключается согласователь. Выпускаются виды тройников с различными комбинациями штыревых (male, «папа») и гнездовых (female, «мама») разъёмов.
В стандарте 10BASE-2 («тонкий Ethernet») тройник BNC используется для соединения сетевого соосного кабеля с сетевой платой компьютера.

## Ссылки

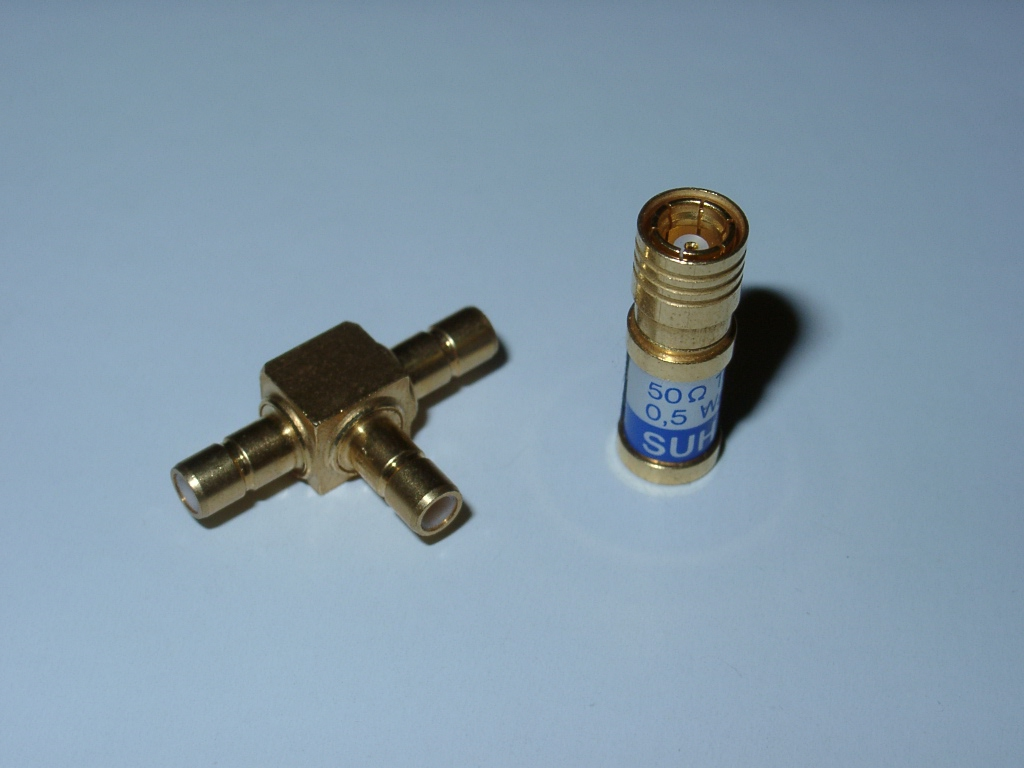
Т-коннектор (типа «тройной папа») и 50-мный терминатор формата SMC.
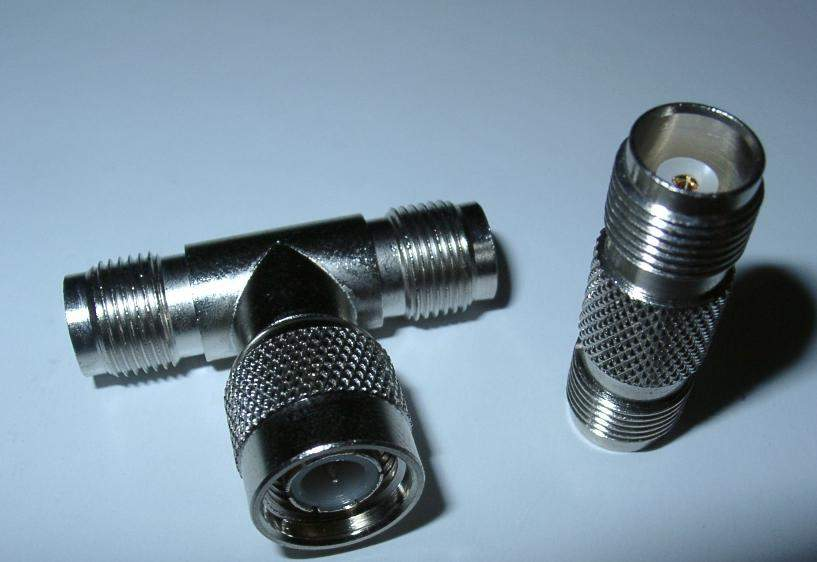
Т-коннектор («мама-мама-папа») и I-коннектор формата TNC.
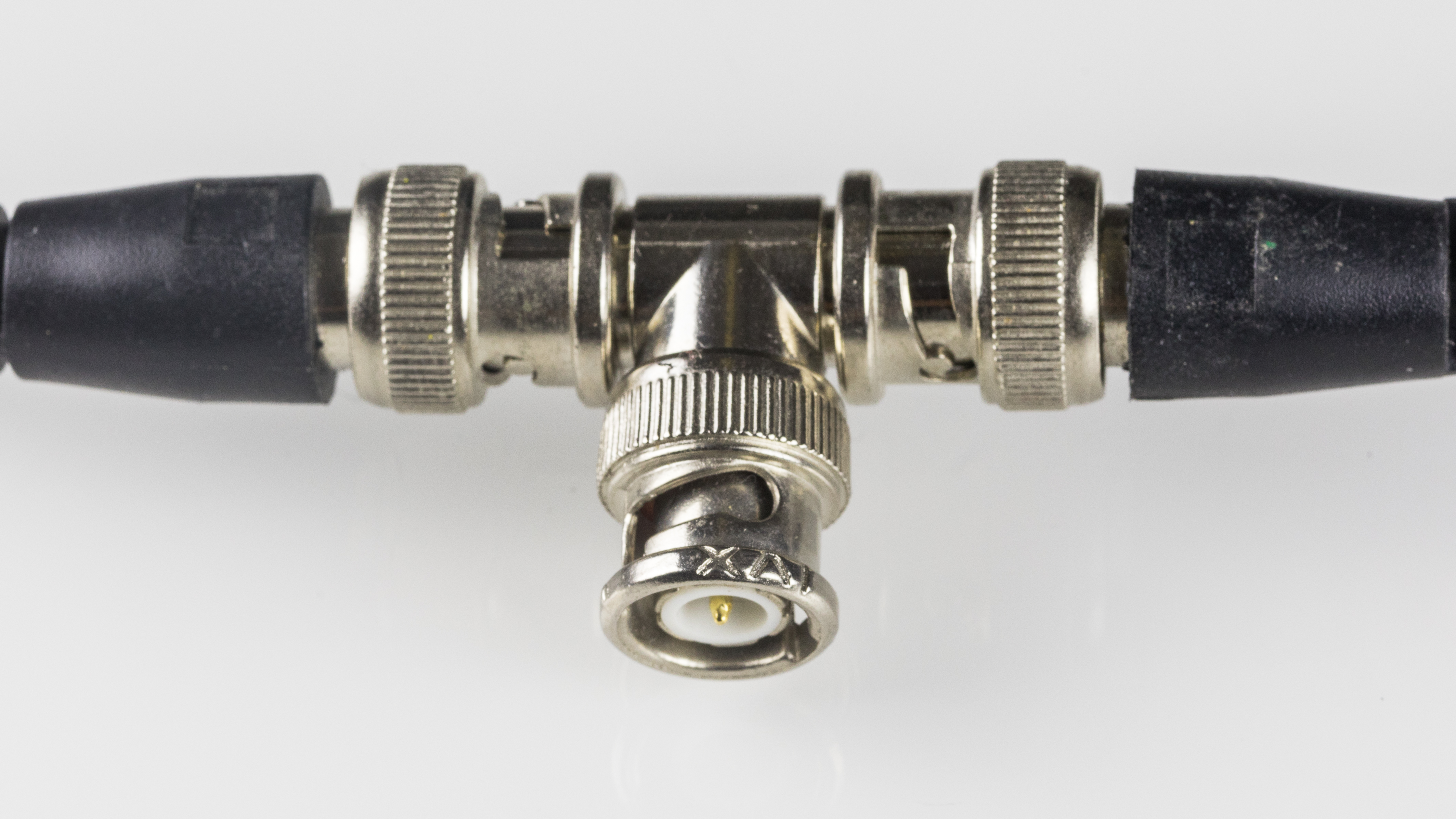
Т-коннектор формата BNC, к которому подключены два кабеля.
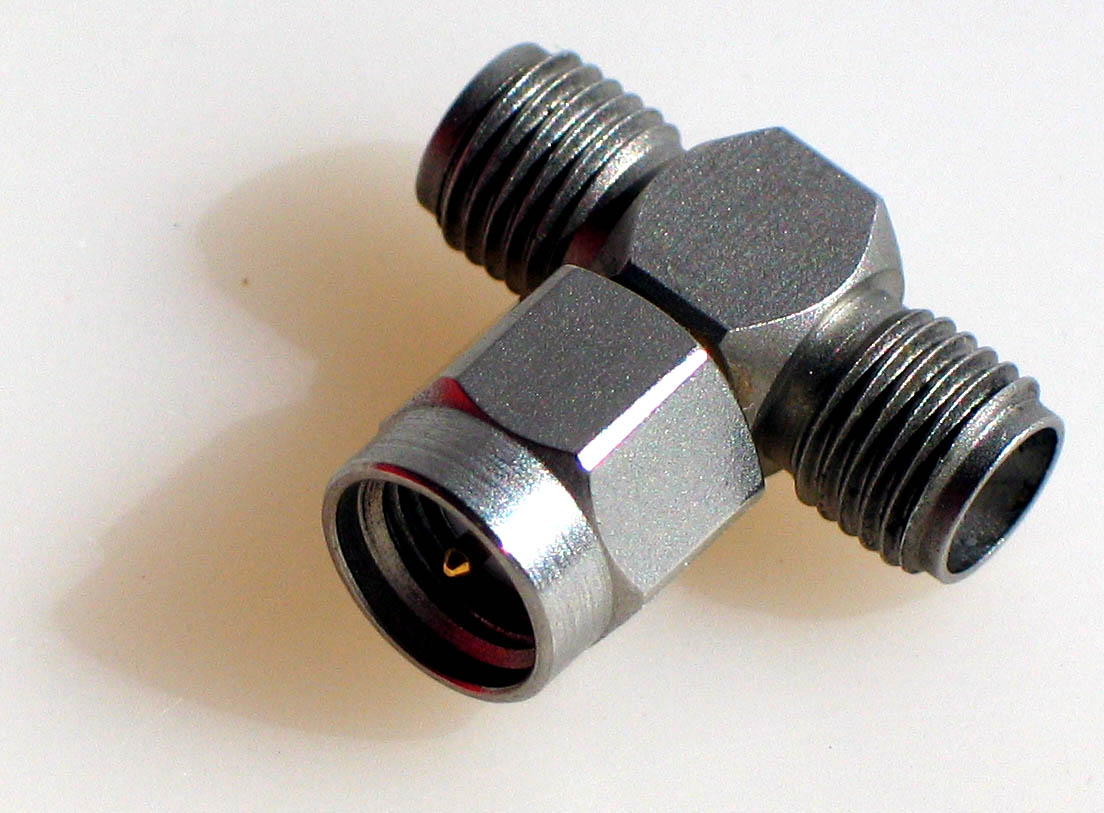
Т-коннектор («мама-мама-папа») формата SMA.
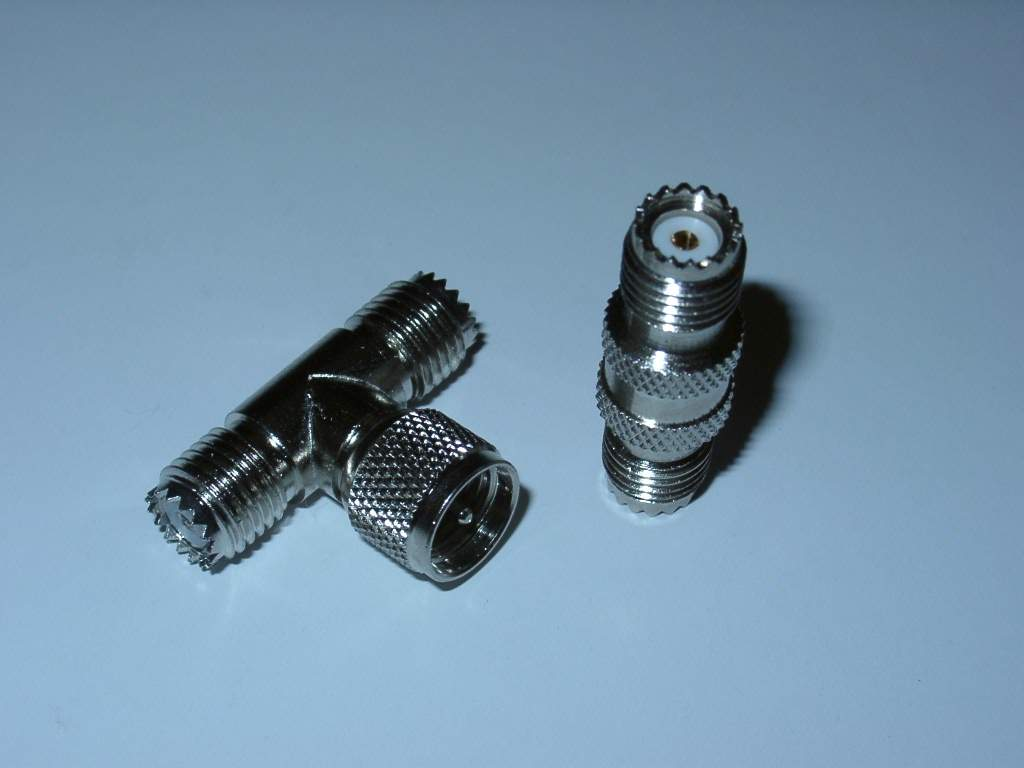
Т-коннектор («мама-мама-папа») и I-коннектор формата Mini-UHF.